# Homalanthus nervosus
Homalanthus nervosus är en törelväxtart som beskrevs av Johannes Jacobus Smith. Homalanthus nervosus ingår i släktet Homalanthus och familjen törelväxter. Inga underarter finns listade i Catalogue of Life.